# Langenneufnach

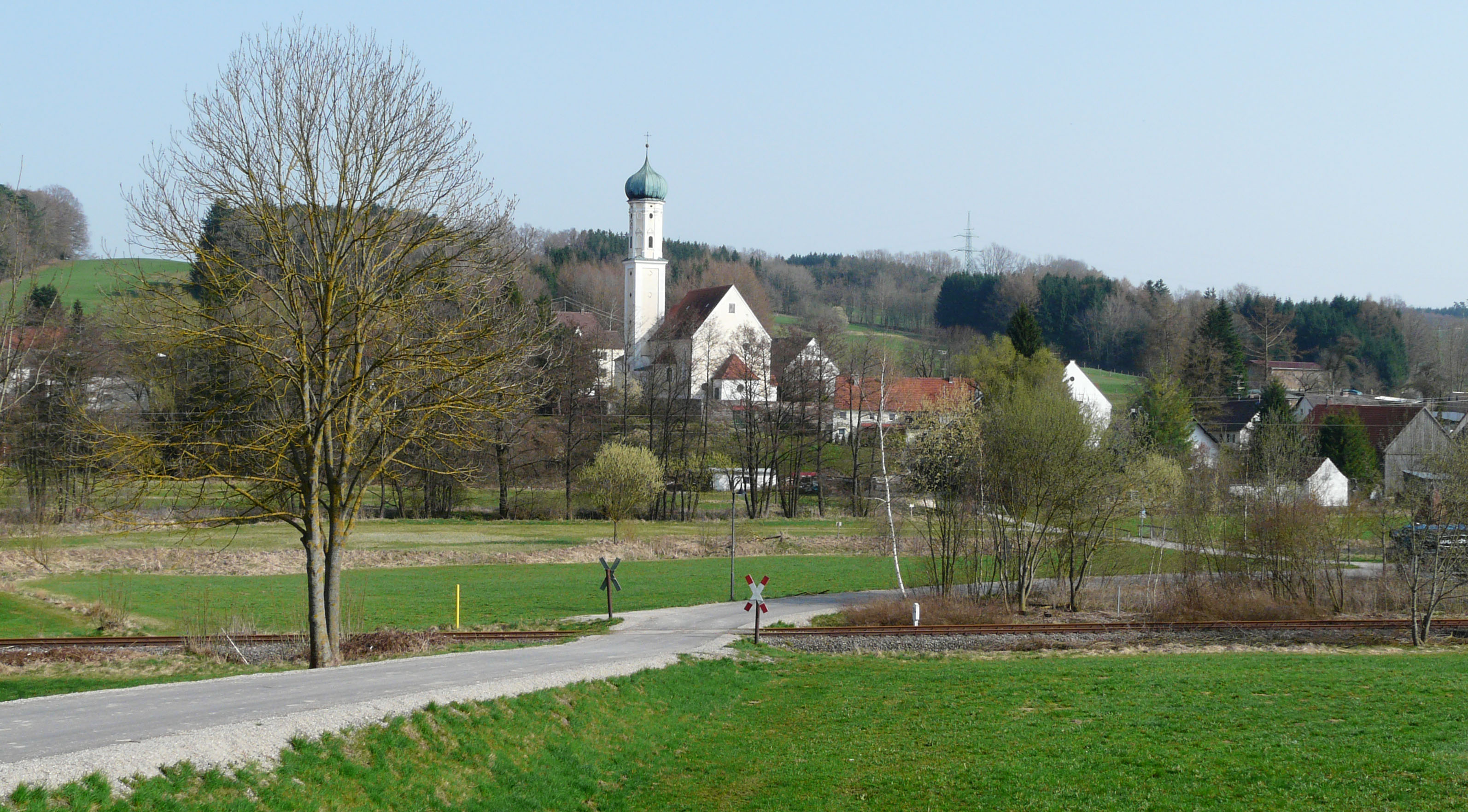
Langenneufnach

Langenneufnach ist eine Gemeinde im schwäbischen Landkreis Augsburg.

## Geographie
Durch den Ort fließt die Neufnach.

### Gemarkungen und Gemeindeteile
Die Gemeinde besteht aus zwei Gemarkungen und hat vier Gemeindeteile (in Klammern ist der Siedlungstyp angegeben):
- Gemarkung Langenneufnach (Pfarrdorf) mit Bucherhof (Einöde) und Unterrothan (Dorf)
- Gemarkung Habertsweiler (Kirchdorf)

## Geschichte

### Namensherkunft
Der Ortsname wird auf die keltischen Wörter „Nif“ bzw. „Nifen“ zurückgeführt, die „dunkel“, „neblig“ oder „dunstig“ bedeuten, und lässt auf eine Besiedelung bereits zur Keltenzeit schließen. Spätere Ortsbezeichnungen waren „Nifenaha“, „Neifnach“ und „Langenneiffnach“.

### Bis zur Gemeindegründung
Die Freiherren von Ehem waren die Ortsherren und Inhaber der Vogtei. Seit dem Reichsdeputationshauptschluss von 1803 gehört der Ort zu Bayern. Im Zuge der Verwaltungsreformen in Bayern entstand mit dem Gemeindeedikt von 1818 die heutige Gemeinde.

### Einwohnerentwicklung
Zwischen 1988 und 2023 wuchs die Gemeinde von 1474 auf 1894 um 420 Einwohner bzw. um 28,5 %.

### Eingemeindungen
Im Zuge der Gebietsreform in Bayern wurde am 1. April 1971 ein Teil der aufgelösten Gemeinde Habertsweiler eingegliedert.

## Politik und Öffentliche Verwaltung
Die Gemeinde ist Mitglied der Verwaltungsgemeinschaft Stauden.

### Gemeinderat
Die Gemeinderatswahlen seit 2014 ergaben folgende Sitzverteilungen:
| Partei/Liste            | Sitze 2020 | Sitze 2014 |
| ----------------------- | ---------- | ---------- |
| Freie Wählervereinigung | 4          | 4          |
| CSU/Freie Wählergruppe  | 5          | 5          |
| Unabhängige Bürger      | 3          | 3          |

### Bürgermeister
Seit 1. Mai 2020 ist Gerald Eichinger (CSU/Freie Wählergruppe) Erster Bürgermeister; er wurde am 15. März 2020 mit 76,9 % der Stimmen gewählt. Sein Vorgänger war von Mai 1990 bis April 2020 Josef Böck (Freie Wählervereinigung).

### Wappen
| Wappen Gde. Langenneufnach | Blasonierung: „Geteilt von Silber und Rot mit je einem golden beschlagenen Jägerhorn in verwechselten Farben unter einem sechsstrahligen oben blauen, unten silbernen Stern.“ |
| Wappen Gde. Langenneufnach | Wappenbegründung: Das von der Gemeinde angenommene Wappen ist dem Wappen, das Mathäus Ehem II. 1530 von Kaiser Karl V. als Gerichtswappen verliehen bekommen hatte, sehr ähnlich. Die Freiherren von Ehem waren seit 1464 die Grund- und Ortsherren des Oberdorfes. Sie waren auch die Inhaber der Vogtei und verwendeten in diesem Zusammenhang ihr Wappen als Gerichtswappen. Die beiden Jagdhörner stellen das Wildbannrecht des Grundherrn Mathäus Ehem dar. 1546 kam ihre Herrschaft an die Fugger. Dieses Wappen wird seit 1964 geführt. |

## Bauwerke
- Katholische Pfarrkirche St. Martin

## Unternehmen
In Langenneufnach ist der Stammsitz von Topstar. Das Unternehmen ist als Bürostuhl-Hersteller die Nr. 3 in Deutschland und in den Top 10 weltweit (Stand 2008).

## Verkehr
Der Bahnhof Langenneufnach liegt an der Bahnstrecke Gessertshausen–Türkheim. Die Strecke wird derzeit nur von einzelnen Sonderzügen befahren.

## Persönlichkeiten
- Eitelhans Langenmantel (1480?–1528), ein Mitglied der Augsburger Täufergemeinde, hielt sich einige Zeit auf der Flucht vor den Häschern des Schwäbischen Bundes in Langenneufnach auf.
- Markus Ferber (* 1965), MdEP, ist im Ort aufgewachsen und hat seine Kindheit verbracht.